# Сегрейв, Стефан, 3-й барон Сегрейв
Стефан Сегрейв (англ. Stephen Seagrave; умер между 4 октября и 12 декабря 1325) — английский аристократ, 3-й барон Сегрейв в 1325 году. Принадлежал к окружению Томаса, графа Ланкастерского, позже перешёл на сторону короля Эдуарда II. Был констеблем Лондонского Тауэра в 1323 году, когда оттуда сбежал Роджер Мортимер.

## Биография
Стефан Сегрейв принадлежал к знатному и влиятельному роду, известному с XII века. Он был старшим сыном Джона, 2-го барона Сегрейва, и его жены Кристины де Плесси. Дата рождения Стефана неизвестна; к 1307 году он был посвящён в рыцари и в последующие годы принял участие в ряде походов в Шотландию (в частности, присутствовал при осаде Берика в 1319 году). Сегрейв находился в окружении Томаса, графа Ланкастерского — самого влиятельного магната королевства, который возглавлял оппозицию королю. Граф назначил ему постоянное содержание в 100 марок в год и передал в лен ряд поместий в Дербишире и Линкольншире. В 1321 году сэр Стефан присутствовал на встрече в Шербурне, где Ланкастер пытался убедить лордов Северной Англии поддержать его в войне с королевскими фаворитами Диспенсерами; сам Сегрейв не стал участвовать в мятеже и разорвал свои отношения с графом.
Вскоре после этих событий Ланкастер был разбит Эдуардом II и казнён. Сегрейв же поступил на королевскую службу и в 1323 году был назначен констеблем Лондонского Тауэра. Вечером 1 августа того же года, когда констебль и почти все его подчинённые напились по случаю дня Святого Петра в оковах (покровителя находящейся в Тауэре часовни), из тюрьмы сбежал один из высокопоставленных узников — сторонник Ланкастера Роджер Мортимер, которому помог заместитель Сегрейва Джерард Элспей. Из-за этого сэра Стефана сместили с должности. 
В 1325 году, после смерти отца, Сегрейв унаследовал баронский титул и обширные семейные владения в ряде графств. Однако он сам умер спустя всего несколько месяцев. Смерть Джона произошла до 4 октября, а смерть Стефана — до 12 декабря 1325 года. Похоронили 3-го барона Сегрейва в аббатстве Халкомб, рядом с отцом.
Семья
Стефан Сегрейв был женат на Элис Фицалан, дочери Ричарда Фицалана, 8-го графа Арундел, и Алисы Салуццо. В этом браке родился сын Джон, 4-й барон Сегрейв (1315—1353), женившийся на наследнице графа Норфолка.

## В художественной литературе
Стефан Сегрейв стал второстепенным персонажем романа Мориса Дрюона «Французская волчица» из серии «Проклятые короли». В первой главе этой книге рассказывается о побеге Роджера Мортимера из Тауэра; констебль описан как человек «кривоглазый, с дряблым лицом выпивохи», получивший высокую должность только благодаря своим покровителям в окружении Эдуарда II.